# Илекское сельское поселение
Илекское се́льское поселе́ние — муниципальное образование в Ашинском районе Челябинской области Российской Федерации.
Административный центр — село Илек.

## История
Статус и границы сельского поселения установлены Законом Челябинской области от 9 июля 2004 года № 239-ЗО «О статусе и границах Ашинского муниципального района, городских и сельских поселений в его составе»

## Население
| 2002 | 2010 | 2011 | 2012 | 2013 | 2014 | 2015 |
| ---- | ---- | ---- | ---- | ---- | ---- | ---- |
| 357  | ↘212 | ↘211 | ↘199 | ↘191 | ↘177 | ↘162 |
| 2016 | 2017 | 2018 | 2019 | 2020 | 2021 | 2023 |
| ↘150 | ↘141 | ↘140 | ↘137 | ↘133 | ↗137 | ↘123 |

## Состав
| № | Населённый пункт | Тип населённого пункта       | Население |
| - | ---------------- | ---------------------------- | --------- |
| 1 | Илек             | село, административный центр | ↘81       |
| 2 | Малояз           | село                         | ↘131      |